# Aaptos kanuux
Aaptos kanuux is een sponssoort in de taxonomische indeling van de gewone sponzen (Demospongiae). Het lichaam van de spons bestaat uit kiezelnaalden en sponginevezels, en is in staat om veel water op te nemen. 
De spons komt uit het geslacht Aaptos en behoort tot de familie Suberitidae. Aaptos kanuux werd in 2008 voor het eerst wetenschappelijk beschreven door Lehnert, Hocevar & Stone.